# Bobby Bones

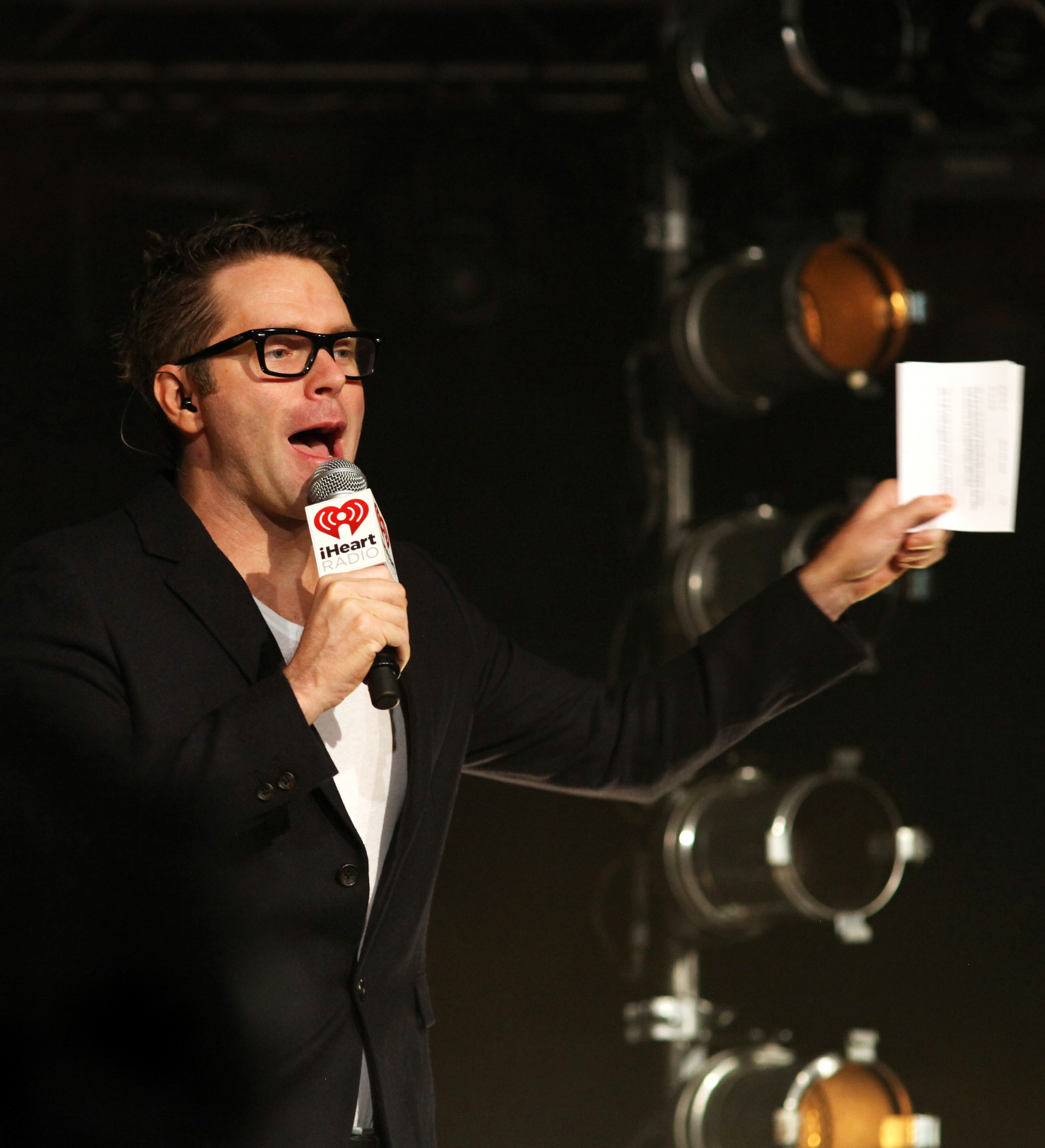
Bobby Bones, 2014

Bobby Bones, eigentlich Bobby Estell (* 2. April 1980 in Hot Springs, Arkansas) ist ein US-amerikanischer Hörfunkmoderator und Entertainer. Seine werktäglich ausgestrahlte Bobby Bones Show mit Country-Musik ist die älteste US-weit verbreitete Radioshow. Die Show wird von WSIX-FM in Nashville, Tennessee produziert.
Bobby Estell wurde als Sohn von Pamela Hurt und eines 17-jährigen unbekannten Vaters geboren. Seine Mutter war 15 Jahre alt, als sie schwanger wurde. Er wuchs in der kleinen Gemeinde Mountain Pine in Arkansas bei seiner Mutter und seiner Großmutter auf. Sein biologischer Vater lebte, bis Estell fünf Jahre alt war, bei der Familie, verschwand dann aber. Estell wuchs in ärmlichen Verhältnissen in einem Wohnwagensiedlung auf und sah eine Radiokarriere als Ausweg aus seinen Verhältnissen. Er begann mit 17 Jahren beim Hochschulradio der Henderson State University, KSWH-FM 91.1. Er hält einen B.A.-Abschluss in Radio/Television der Henderson University aus dem Jahr 2002.
Nach Stationen bei vielen US-Sendern steht er heute bei iHeartMedia unter Vertrag. Seit 2011 wird die Bobby Bones Show US-weit durch Premiere Networks übertragen und von mehr als 85 Country-Radio-Stationen ausgestrahlt. 2014 wurde Bones als „National On-air Personality of the Year“ ausgezeichnet. Als „Best Radio DJ“ wählten ihn die Leser des The Tennessean 2013, 2014 und 2015.